# Алексієвська сільська рада (Благоварський район)
Алексі́євська сільська рада (рос. Алексеевский сельский совет) — муніципальне утворення у складі Благоварського району Башкортостану, Росія. Адміністративний центр — село Пришиб.

## Населення
Населення — 1771 особа (2019, 1753 у 2010, 1812 у 2002).

## Склад
До складу поселення входять такі населені пункти:
| Населений пункт      | Населення, осіб (2002) | Населення, осіб (2010) |
| -------------------- | ---------------------- | ---------------------- |
| Алексієвка, присілок | 354                    | 367                    |
| Вікторовка, присілок | 208                    | 190                    |
| Моїсеєво, село       | 1                      | 7                      |
| Новонікольське, село | 324                    | 282                    |
| Пришиб, село         | 925                    | 907                    |